# Macau (Gironde)
Macau ist eine französische Gemeinde mit 4.575 Einwohnern (Stand: 1. Januar 2022) im Département Gironde in der Region Nouvelle-Aquitaine. Sie gehört zum Arrondissement Bordeaux und zum Kanton Le Sud-Médoc. Die Einwohner heißen Macaudais.

## Geographie
Macau liegt nördlich von Bordeaux in der Landschaft Médoc an der Mündung des Flusses Garonne. Das Gemeindegebiet gehört zum Regionalen Naturpark Médoc. Umgeben wird Macau von den Nachbargemeinden Margaux-Cantenac im Norden, Bayon-sur-Gironde im Nordosten, Ambès im Osten, Ludon-Médoc im Süden, Le Pian-Médoc im Südwesten, Arsac im Westen sowie Labarde im Nordwesten.
Macau liegt im Weinbaugebiet Haut-Médoc.

## Geschichte
Die Siedlung besteht seit der gallorömischen Zeit. Reste einer römischen Straße sind in der kleinen Ortschaft Gironville gefunden worden. 
Im 9. Jahrhundert wurde der Ort durch die Normannen zerstört worden. 1027 ist in einem Dokument festgehalten, dass Wilhelm V. von Poitiers dem Kloster von Saint-Croix in Bordeaux die Kirche Saint-Marie und die Île Macau geschenkt.
| Jahr      | 1962  | 1968  | 1975  | 1982  | 1990  | 1999  | 2006  | 2011  |
| --------- | ----- | ----- | ----- | ----- | ----- | ----- | ----- | ----- |
| Einwohner | 1.801 | 2.017 | 2.065 | 2.349 | 2.648 | 2.890 | 3.196 | 3.530 |

## Sehenswürdigkeiten

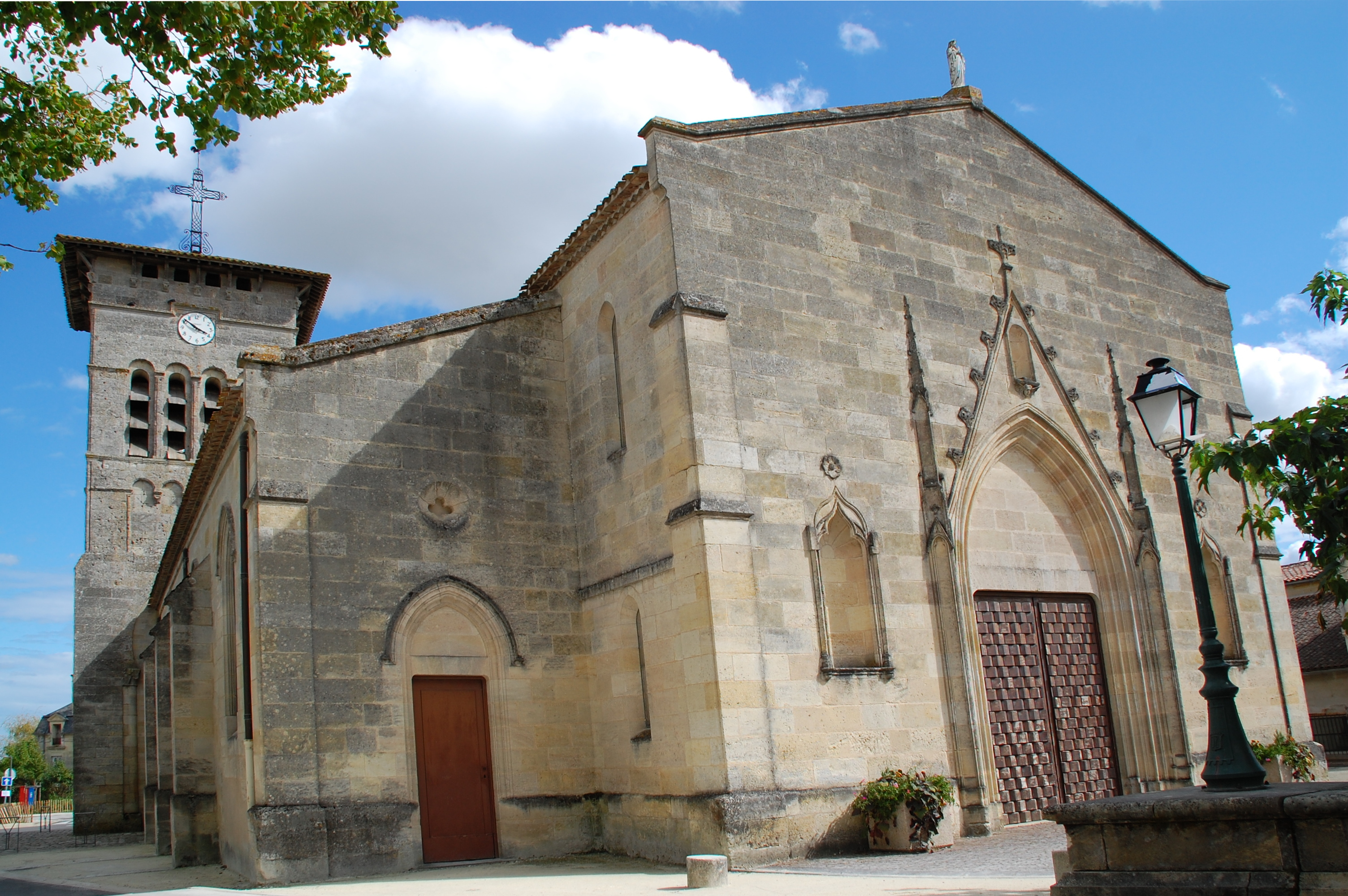
Kirche Notre-Dame

- Kirche Notre-Dame aus dem 12. Jahrhundert mit dem erhaltenen Glockenturm, seit 1893 Monument historique
- Schloss Plaisance aus dem 18. Jahrhundert, seit 1998 Monument historique
- Schloss Gironville, früheres Weingut
- Schloss Cantemerle, Weingut
- Mahnmal der Toten der Kriege
- Île Macau, Flussinsel an der Mündung von Garonne und Dordogne in die Gironde

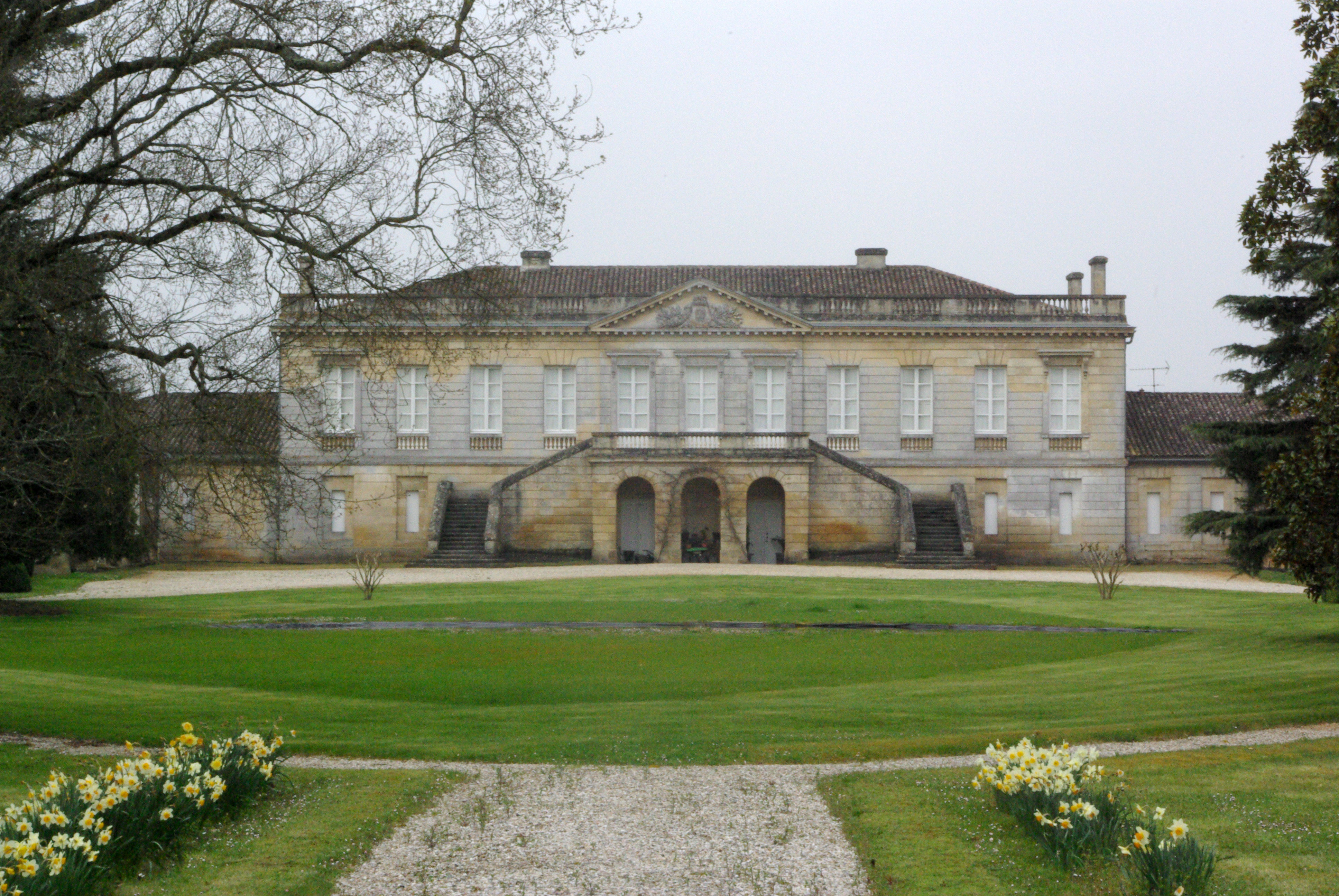
Schloss Plaisance